# SS Bokhara
La SS Bokhara è stata una nave a vapore della P&O. Affondò a causa di un naufragio il 10 ottobre 1892 vicino alle isole Penghu, a Taiwan. Delle 148 persone a bordo, 13 erano giocatori di cricket appartenenti alla squadra di Hong Kong. La squadra stava tornandovi dopo la partita contro la squadra di Shanghai del 3 ottobre 1892.

## Storia
La SS Bokhara è stata costruita dalla Caird & Company di Greenock, in Scozia. La nave è stata varata nel 18 dicembre 1872 ed è stata registrata a Londra. Essa è stata progettata per viaggi in India e nell'Estremo Oriente. Durante il suo viaggio inaugurale, nel 1873, si incagliò su uno scoglio vicino a Hong Kong e quindi fece scalo a Caolun per le riparazioni. Nel 1884 la nave venne utilizzata per trasportare i soldati inglesi impegnati nella Guerra Mahdista.

## Naufragio
La SS Bokhara era partita da Shanghai l'8 ottobre e sarebbe dovuta arrivare ad Hong Kong l'11. A bordo vi erano 148 persone, oltre a seta, tè e altre merci (il peso complessivo di tutte le merci era di 150 tonnellate).
Un tifone colpì la nave il 9 ottobre; l'equipaggio ammainò le vele, facendo di tutto per non far naufragare la nave sulla costa di Formosa. Il peggior evento fu la caduta in mare delle dieci scialuppe di salvataggio, insieme agli attrezzi presenti sul ponte della nave, nella zona dello stretto di Taiwan. Al calar della notte, un'onda raggiunse il ponte, entrando nella sala macchine, inondando le macchine e facendole quindi fermare.
Quando la nave ebbe raggiunto la zona delle Isole Penghu, l'equipaggio cercò inutilmente di riavviare i motori allagati, mentre il capitano tentò di avvertire i passeggeri dell'imminente collisione. La nave sbatté contro la barriera corallina e affondò.

## Soccorsi
I sopravvissuti rimasero feriti sulla spiaggia, finché non vennero trovati da dei pescatori cinesi che brandivano coltelli e asce. Dopo aver recuperato qualche pezzo del relitto, i pescatori portarono i superstiti dapprima sull'isola Peihou e poi a Magong, dove ricevettero ospitalità. Dopodiché vennero recuperati dalla nave a vapore Thales della compagnia Douglas, che li trasbordò infine sulla HMS Porpoise, una nave che si stava dirigendo verso Hong Kong.

## Vittime e sopravvissuti
Solo due giocatori di cricket di Hong Kong sono sopravvissuti: il dottor James Lawson e il tenente Markham. Lawson ha perso un polmone, ma ha continuato a giocare a cricket fino al 1898. Gli altri sopravvissuti sono solo 23, e sono membri dell'equipaggio, soldati e passeggeri asiatici.

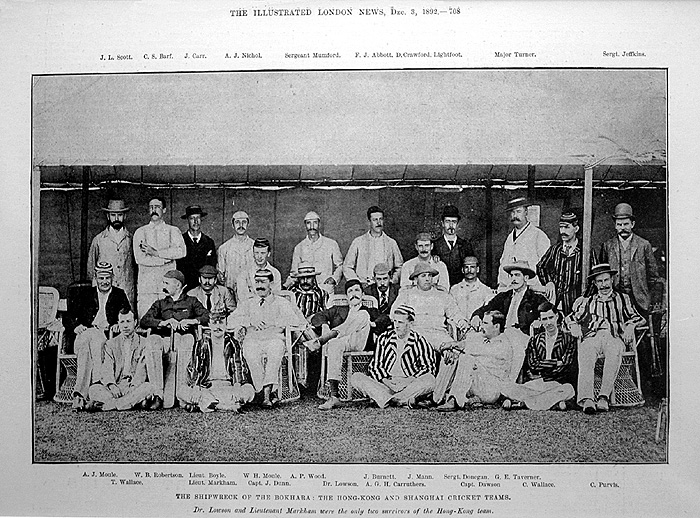
Le squadre di Hong Kong e di Shanghai in una foto dell'epoca

Gli undici giocatori di cricket morti sono:
- Tenente C. G. Boyle;
- Tenente Burnett;
- Capitano Dawson;
- Sergente Donegan;
- Capitano John Dunn;
- Furiere Jeffkins;
- Sergente Mumford;
- G. S. Purvis;
- G. E. Taverner;
- Maggiore Turner;
- C. Wallace.